# Fachkraft für Holz- und Bautenschutzarbeiten
Die Fachkraft für Holz- und Bautenschutzarbeiten ist in Deutschland seit 2007 ein staatlich anerkannter Ausbildungsberuf nach Berufsbildungsgesetz und Handwerksordnung.

## Entstehungsgeschichte
Als Vertreter des Holz- und Bautenschutzgewerbes hat der Deutsche Holz- und Bautenschutzverband bereits in den 1990er Jahren mehrere Vorstöße unternommen, eigenständige Qualifikationsmöglichkeiten für die Branche zu implementieren. Eine Untersuchung des Bundesinstituts für Berufsbildung (BiBB) aus dem Jahr 1996 kam jedoch zu dem Schluss, dass die erforderlichen Qualifikationen von den bestehenden Bauberufen abgedeckt und daher ein eigenständiger Ausbildungsberuf nicht erforderlich sei.
Knapp zehn Jahre später führte das BiBB eine Expertise durch und kam zu dem Ergebnis, dass sich für die Ausbildung ein gestuftes Modell, zweier aufeinander aufbauender Ausbildungsberufe anbietet: Einen zweijährigen Ausbildungsberuf ohne Spezialisierung und einen dreijährigen Ausbildungsberuf mit zwei Fachrichtungen. Diese Struktur wurde anschließend auch in die Praxis umgesetzt.

## Ausbildungsdauer und Struktur
Die Ausbildungsdauer zur Fachkraft für Holz- und Bautenschutzarbeiten beträgt in der Regel zwei Jahre. Die Ausbildung erfolgt an den Lernorten Betrieb und Berufsschule. Es handelt sich um einen Monoberuf, der in einer gemeinsamen Ausbildungsordnung mit dem dreijährigen Ausbildungsberuf Holz- und Bautenschützer verordnet wurde. Die beiden Ausbildungsjahre zur Fachkraft für Holz- und Bautenschutz sind identisch mit den ersten beiden Ausbildungsjahren zum Holz- und Bautenschützer.

## Arbeitsgebiete
Fachkräfte für Holz- und Bautenschutzarbeiten erkennen und beseitigen Schäden, die durch tierische und pflanzliche Holzzerstörer verursacht werden. Sie bekämpfen Holz zerstörende Insekten und Pilze, führen vorbeugende Holzschutzmaßnahmen durch und trocknen durchfeuchtete Bauwerke. Sie führen Außen- und Innenabdichtungen an Bauwerken durch, die mit dem Erdboden in Berührung kommen. Sie sind weiterhin befähigt, feuchte- und salzgeschädigte Bauteile instand zu setzen. Fachkräfte für Holz- und Bautenschutzarbeiten finden ihren Arbeitsplatz im Holz- und Bautenschutzhandwerk sowie in anderen Bauberufen. 

## Berufsschule
Für beide Ausbildungsberufe des Holz- und Bautenschutzgewerbes existieren fünf Berufsschulen in Deutschland:
1. Städtische Berufsschule VI in Augsburg
2. Knobelsdorff-Schule in Berlin
3. Johann-Philipp-Reis-Schule in Friedberg
4. Berufskolleg Glockenspitz in Krefeld
5. Berufsbildungszentrum am Nord-Ostsee-Kanal in Rendsburg

## Fortsetzung der Berufsausbildung
Auszubildende, die ihre Ausbildung als Fachkraft für Holz- und Bautenschutzarbeiten erfolgreich abgeschlossen haben, können die Ausbildung im dreijährigen Ausbildungsberuf Holz- und Bautenschützer im dritten Ausbildungsjahr fortsetzen. Die in der Abschlussprüfung (Berufsausbildung) erzielten Leistungen gelten dabei als Teil 1 der Gestreckten Abschlussprüfung.